# Frank Carroll

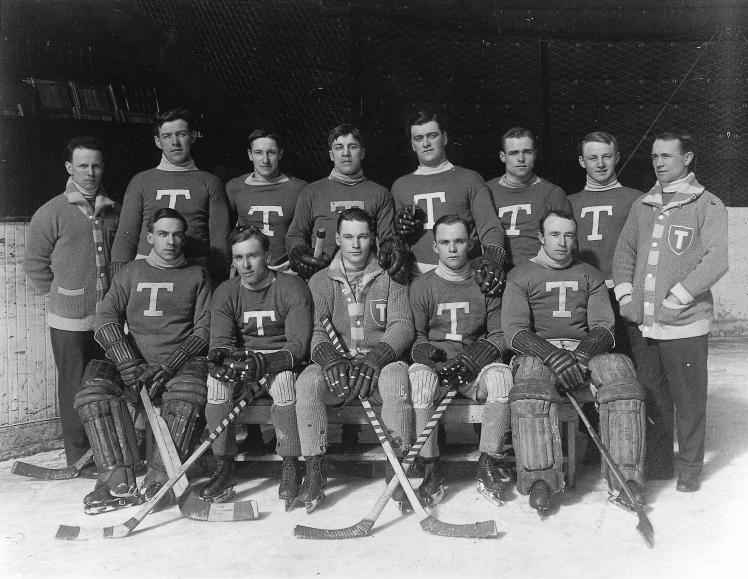
Frank Carroll, längst till höger, med Toronto Blueshirts säsongen 1913–14. Längst till vänster står yngre brodern och tränarkollegan Dick Carroll.

Peter Francis "Frank" Carroll, född 20 december 1879 i Guelph, Ontario, död 24 juni 1938 i Scarborough, Ontario, var en kanadensisk ishockeytränare.

## Karriär
Frank Carroll vann Stanley Cup som assisterande tränare två gånger, säsongen 1913–14 med Toronto Blueshirts sedan laget besegrat Montreal Canadiens och Victoria Aristocrats samt säsongen 1917–18 med Toronto Arenas sedan laget vunnit finalserien mot Vancouver Millionaires med 3-2 i matcher. Vid båda tillfällena hade han hjälp med tränarsysslorna från yngre brodern Dick Carroll.
NHL-säsongen 1920–21 var Frank Carroll huvudansvarig tränare för Toronto St. Patricks. Laget slutade på första plats i ligan men förlorade ligaslutspelets dubbelmöte mot andraplacerade Ottawa Senators med den sammanlagda målskillnaden 7-0.

## Statistik
M = Matcher, V = Vinster, F = Förluster, O = Oavgjorda, P = Poäng
| Lag                  | Säsong  | Grundserie | Grundserie | Grundserie | Grundserie | Grundserie | Grundserie | Slutspel                   |
| Lag                  | Säsong  | M          | V          | F          | O          | P          | Resultat   | Resultat                   |
| -------------------- | ------- | ---------- | ---------- | ---------- | ---------- | ---------- | ---------- | -------------------------- |
| Toronto St. Patricks | 1920–21 | 24         | 15         | 9          | 0          | 30         | 1:a i NHL  | Förlorade i ligaslutspelet |